# Domanín (ort i Tjeckien, Södra Mähren)
Domanín är en ort i Tjeckien.   Den ligger i regionen Södra Mähren, i den sydöstra delen av landet, 240 km sydost om huvudstaden Prag. Domanín ligger 229 meter över havet och antalet invånare är 1 020.
Terrängen runt Domanín är huvudsakligen platt, men norrut är den kuperad. Runt Domanín är det tätbefolkat, med 257 invånare per kvadratkilometer. Närmaste större samhälle är Uherské Hradiště, 14,8 km nordost om Domanín. Trakten runt Domanín består till största delen av jordbruksmark.